# 세르게이 무레이코
세르게이 무레이코(루마니아어: Serghei Mureico, 불가리아어: Сергей Мурейко, 러시아어: Серге́й Ю́рьевич Муре́йко 세르게이 유리예비치 무레이코[*], 1967년 9월 19일~)은 몰도바와 불가리아의 레슬링 선수, 지도자이다. 소련, 몰도바, 불가리아 레슬링 국가대표 선수로 활동했고 1996년 하계 올림픽에서 남자 그레코로만형 슈퍼헤비급 동메달을 획득했다. 또한 세계 선수권 대회에서 은메달 2개, 동메달 1개, 유럽 선수권 대회에서 금메달 1개, 은메달 1개, 동메달 6개를 획득했다.